# Čertův kámen (přírodní památka, okres Havlíčkův Brod)
Čertův kámen je přírodní památka poblíž Rejčkova u Dolního Města v okrese Havlíčkův Brod. Oblast spravuje Krajský úřad Kraje Vysočina. Důvodem ochrany je žulový výchoz na svahu Melechova se skalními mísami. Celková výměra chráněného území je 38,5 m² a ochranné pásmo měří 111 m².
Jedná se o zajímavý žulový výchoz vysoký 4 až 5,5 m, dlouhý 7 m a široký 5,5 m, úzká trhlina ho rozděluje na dvě části, výraznější je jihovýchodní. Žulou prostupují šikmé pukliny, díky kterým se v jižní části vytvořily až 2 m hluboké převisy. Skála tak získala při bočním pohledu bizarní podobu čertovy hlavy. Zajímavou modelaci má obtížně obtížně přístupová vrcholová plošinka. Zahlubují se zde dvě velké skalní mísy. Východní mísa je zdvojená, 170 cm dlouhá a 52 cm hluboká. I v suchém období bývá vyplněna vodou. Západní mísa má hruškovitý půdorys a rozměry 107 × 157 cm, hloubku 52 cm. Tyto skalní mísy jsou patrně nejdokonalejší ukázkou tohoto typu mikroflóry v oblasti a zasluhují ochranu.
Vrch Melechova tvoří hrubozrnný až porfyrický dvojslídý granit moldanubického plutonu. Tento zajímavý žulový výchoz, který můžeme považovat za izolovanou skálu typu tor, je patrně erozně denudačním reliktem hrany levého svahu údolíčka potoka. Do dnešní podoby byl vymodelován erozí a dlouhodobými procesy zvětrávání a odnosu hrubozrnného granitu.